# Purikura
Purikura (katakana プリクラ), japanisering av engelska Print Club, är små självhäftande fotografier. Ordet Purikura är ett s.k. wasei-eigo, dvs. ett engelskt ord skapat i Japan. Ordet kommer från det japanska uttalet av begreppet "Print Club". Med japanskt uttal blir det ungefär "Purinto Kurabu", förkortat Purikura.
Purikuraautomater har börjat komma mer och mer i västvärlden, och finns nu även i Sverige under varumärket NeoPrint.
En purikuraautomat fungerar så att man får stå framför ett vitt skynke och lägga in pengar i automaten. Det finns oftast en hel del olika ramar, animeringar, färger och effekter att välja på. Automaten tar ett antal kort. Beroende på automat kommer bilderna ut i olika format, till exempel som klistermärken.
Purikura är väldigt populärt i Japan.